# Oxaliplatine
L'oxaliplatine est un médicament, administré en intraveineux, anti-cancéreux de synthèse du groupe des agents dérivés de platine. il s'agit d'un complexe du platine II neutre consistant donc en un ion Pt2+ complexé, d'une part, par un dianion oxalate et, d'autre part, par une molécule de 1,2-diaminocyclohexane.

## Historique
L'oxaliplatine a été découvert en 1976 par un chercheur de l'université de Nagoya City. Des essais cliniques ont été lancés puis abandonnés dans les années 1970. La société suisse Debiopharm a poursuivi le développement de cette molécule et a obtenu l'autorisation de mise sur le marché en France (1996), au Royaume-Uni (1999) aux États-Unis (2004) et au Japon (2005).

## Mécanisme d'action
Inhibition de la synthèse et de la réplication de l’ADN par formation de ponts intrabrins entre 2 guanines adjacentes (action alkylante).

## Indications thérapeutiques
Indication principale dans le traitement métastatique du cancer colorectal (Cancers du côlon et du rectum).
Indication secondaire, en Chine, dans le traitement du cancer du foie et, au Japon, dans le cancer gastrique.

## Effets indésirables
- Nausées et vomissements (modérés)
- Neuropathie périphérique : c'est l'effet secondaire limitant le plus fréquent, se caractérisant par des dysesthésie ou des paresthésies, le plus souvent causée par l'exposition au froid et s'atténuant, voire disparaissant, à l'arrêt du traitement[3]. Les symptômes peuvent cependant parfois persister. Ils seraient dues à l'accroissement de l'excitabilité des neurones sensitifs par le biais de l'activation de canaux sodiques[4].
- Peu de toxicité sur la moelle osseuse : ne donne pas trop d'anémie ni de leucopénie en comparaison avec d'autres médicaments de la même famille comme la cisplatine.

## Place par rapport aux autres sels de platine
L'oxaliplatine est moins toxique pour les reins que le cisplatine et moins toxique pour la moelle osseuse que le carboplatine. Il est par contre plus neurotoxique.

## Spécialités à base d'oxaliplatine
- Belgique : Eloxatin, ainsi que des présentations génériques
- France : Eloxatine (réservé à l'usage hospitalier), ainsi que des présentations génériques
- Suisse : Eloxatine